# Julius Malema

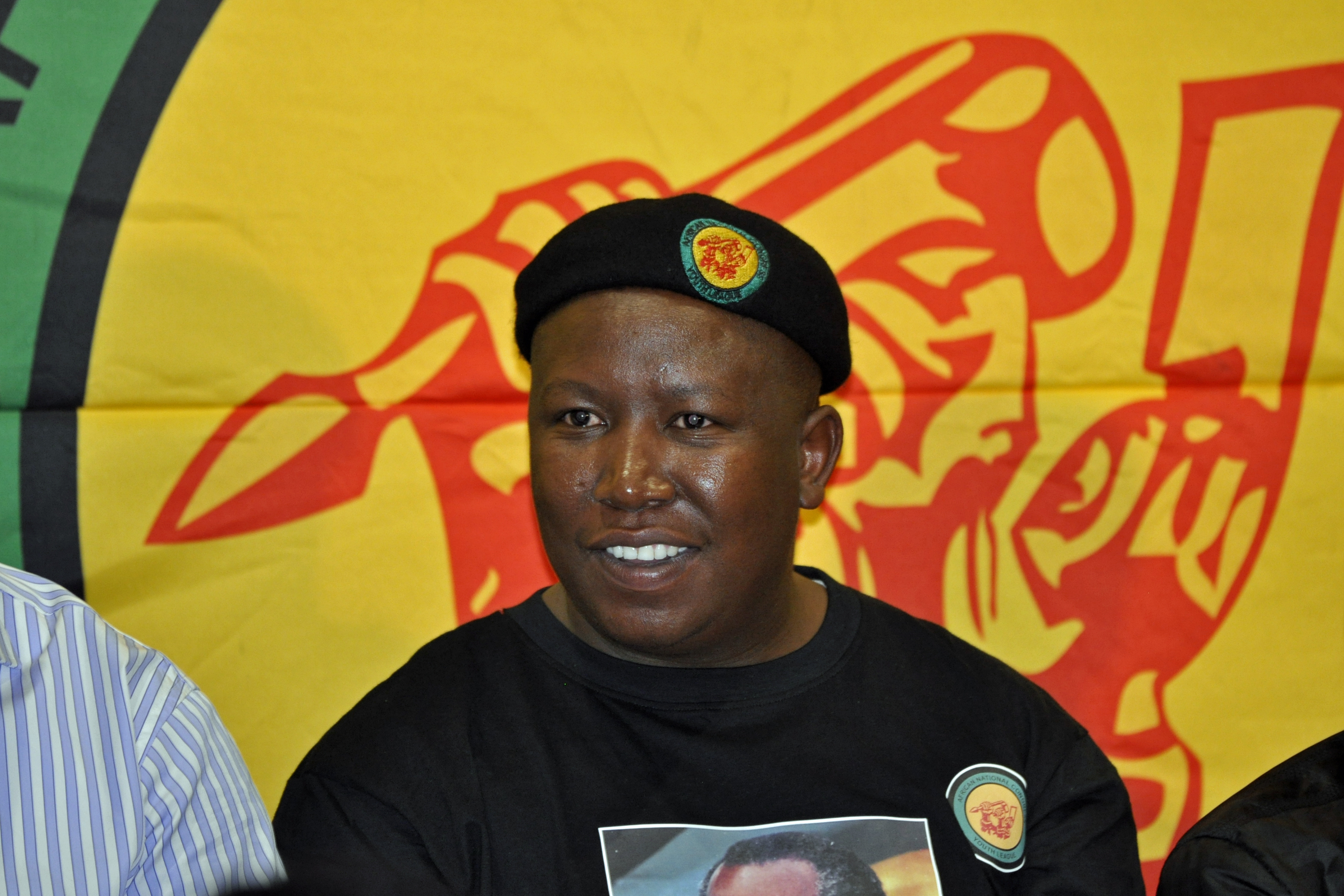
Julius Malema

Julius Sello Malema (ur. 3 marca 1981 w Seshego) – południowoafrykański działacz polityczny. Były przywódca ANC Youth League, młodzieżówki Afrykańskiego Kongresu Narodowego (w listopadzie 2011 zwieszony w prawach członka a  2012 usunięty), następnie twórca partii Ruch Bojowników o Wolność Gospodarczą.

## Działalność
Był jednym z bliskich współpracowników przyszłego prezydenta Jacoba Zumy, w późniejszym czasie jednak obaj politycy poróżnili się. Malema wzywał do nacjonalizacji kopalń i reformy rolnej, co nie podobało się umiarkowanym przywódcom Kongresu Narodowego i Południowoafrykańskiej Partii Komunistycznej. Ze względu na radykalne postulaty i zarzucany mu rasizm (Malema przegrał kilka procesów o podżeganie nienawiści do Afrykanerów) został usunięty z partii. Przeciwnicy tej decyzji wskazywali na fakt, że na czele komisji dyscyplinarnej stoi Derek Hanekom, z pochodzenia Afrykaner. Po usunięciu go z partii założył on odrębną partię o nazwie Ruch Bojowników o Wolność Gospodarczą, która w wyborach parlamentarnych w 2014 roku zdobyła trzecie miejsce w wyborach z 6,35 procent poparcia.
W 2023 roku, na zjeździe partyjnym nawoływał do zabijania białej ludności RPA – Burów. 